# Reynosia latifolia
Reynosia latifolia är en brakvedsväxtart som beskrevs av August Heinrich Rudolf Grisebach. Reynosia latifolia ingår i släktet Reynosia och familjen brakvedsväxter. Inga underarter finns listade i Catalogue of Life.